# Alsou (album anglais)
 (novembre 2008).
Si vous disposez d'ouvrages ou d'articles de référence ou si vous connaissez des sites web de qualité traitant du thème abordé ici, merci de compléter l'article en donnant les références utiles à sa vérifiabilité et en les liant à la section « Notes et références ».
Albums de Alsou
Alsu
(1999) Mne Prisnilas' Osen'
(2002)
Singles
1. Solo
Sortie : 2000
2. You're My #1 (avec Enrique Iglesias)
Sortie : 2000
3. Before You Love Me
Sortie : 30 avril 2001
4. He Loves Me
Sortie : 15 octobre 2001

Alsou est le premier album anglais et deuxième en tout de la chanteuse pop russe Alsou.

## Sorties et classements
Il sort en Russie le 28 juin 2001 et plus tard en Allemagne, Norvège, Pologne, République tchèque et Malaisie.
Le single Before You Love Me sort le 30 avril 2001 et fait partie du Top 5 Australien, où il se positionne en no 3. 
Il sort aussi au Royaume-Uni où il se classe 1er sur MTV UK. Cependant, l'album réussit à n'atteindre que la 27e position du Top album britannique. 
Le single He Loves Me sort seulement en Allemagne, le 15 octobre 2001, où il rencontre un succès limité. 
L'album présente 14 chansons, incluant Teardrops, titre entièrement écrit par Alsou et Now I Know, qui est une version anglaise de sa chanson russe nommée Angel.
Une nouvelle version de son premier tube anglais, Solo, est aussi incluse sur l'album. Cette version est produite par Steve Levine. C'est également cette chanson qui lui permet d'accéder à la 9e place du Concours Eurovision de la chanson 2000.

## Liste des titres
| 1.    | Before You Love Me                   | 2:57 |
| 2.    | What Your Girl Don't Know            | 3:41 |
| 3.    | He Loves Me                          | 3:42 |
| 4.    | Let It Be Me                         | 3:47 |
| 5.    | 3 Strikes                            | 3:27 |
| 6.    | Teardrops                            | 4:12 |
| 7.    | Not Over Yet                         | 4:16 |
| 8.    | Butter Wouldn't Melt                 | 3:25 |
| 9.    | 100% Natural                         | 3:04 |
| 10.   | Solo                                 | 2:58 |
| 11.   | Never a Day Goes By                  | 3:25 |
| 12.   | Break the Silence                    | 4:40 |
| 13.   | Now I Know                           | 4:03 |
| 14.   | You're My #1 (avec Enrique Iglesias) | 4:39 |
| 52:15 |                                      |      |

| *. | Pretty Face | 3:29 |
| *. | All Of Me   | 4:04 |

### Singles extraits de l'album
- Solo
- You're My #1 (avec Enrique Iglesias)
- Before You Love Me
- He Loves Me